# Індійська гробниця (фільм, 1938)
«Індійська гробниця» (нім. Das Indische Grabmal) — пригодницький фільм німецького режисера Ріхарда Айхберґа, 1938 року, друга екранізація роману Теа фон Гарбоу.

## Сюжет
Мстивий і ревнивий індійський принц дізнається, що його улюблена дружина танцівниця з храму Зета Індіра втекла з інженером із Європи. Прислухаючись до думки свого друга — магараджі, він з невигубним жаданням помсти пускається в гонитву за коханцями. При цьому, знову-таки, наслідуючи пораді свого друга, наказує звести гробницю для поховання зрадниці. Адже ображена його честь. Молоді люди, ховаючись від ревнивця, потрапляють в багато пригод на суші і на морі, але у результаті їм не вдасться сховатися від гонитви… Тим час магараджа, що прикидався хорошим другом, готує вбивство принца і захоплення влади. Індіра дізнається про це, і рятує принца, затуливши його від кулі. Брехливий друг буде покараний, а Індіра гине, але отримує пробачення принца.

## У ролях
| Актор              |   | Роль                        |
| ------------------ | - | --------------------------- |
| Філіп Дорн         | • | магараджа Єшнапура          |
| Кітті Янцен        | • | Ірен Травен                 |
| Ла Яна             | • | Індіра                      |
| Тео Лінґен         | • | Еміль Сперлінг              |
| Ганс Штуве         | • | Петер Фюрбінгер, архітектор |
| Александр Ґоллінґ  | • | принц Рамігані              |
| Ґустав Діссль      | • | Саша Демідофф, інженер      |
| Ґізела Шлутер      | • | Лотта Сперлінг              |
| Карл Гаубенрайссер | • | Ґопал                       |
| Олаф Бах           | • | Саду                        |